# Bahnstrecke Goleszów–Wisła Głębce
| Brücke über die Weichsel | |                                                                |                                                                |
| Streckennummer: | 191 |                                                                |                                                                |
| Kursbuchstrecke: | Galizische Eisenbahn 1911: 70 PKP: 1933: 304 DR: 1944: 149h Golleschau – Weichsel Glebce PKP: 1946–1947: 65; 146 |                                                                |                                                                |
| Streckenlänge: | 19,710 km |                                                                |                                                                |
| Spurweite: | 1435 mm (Normalspur)                                                                                             |                                                                |                                                                |
| Streckenklasse: | C3 |                                                                |                                                                |
| Stromsystem: | 3 kV = |                                                                |                                                                |
| Streckengeschwindigkeit: | 60 km/h |                                                                |                                                                |
| | |                                                                |                                                                |
| \| \| \| von Skoczów (Skotschau)[1] \| \| \| \| 0,000 \| Goleszów (Golleschau) \| 338 m n.p.m. \| \| \| \| Golleschau (1888–1921, 1939–1945), Goleszów (1921–1939, 1945–) \| \| \| \| \| nach Cieszyn (Teschen) \| \| \| \| 5,383 \| Ustroń (Ustron, ab 18. Dezember 1888) \| 349 m n.p.m. \| \| \| \| Ustron (1888–1921, 1939–1945), Ustroń (1921–1939, 1945–) \| \| \| \| \| Anschluss Ustroń Kuźnia \| \| \| \| 6,655 \| Ustroń Zdrój (ab 19. Juli 1985) \| 357 m n.p.m. \| \| \| 9,662 \| Ustroń Polana (ab 15. März 1928) \| 380 m n.p.m. \| \| \| \| Polana (1928–1959), Ustroń Polana (1959–) \| \| \| \| 12,338 \| Wisła Obłaziec (Oblaziec, ab 10. Juli 1929) \| 408 m n.p.m. \| \| \| \| Obłaziec (1929–1939, 1945–1959), Oblazitz (1939–1943), \| \| \| \| \| Oblaziec (1943–1945), Wisła Obłaziec (1959–) \| \| \| \| \| Wisła \| \| \| \| \| Wisła \| \| \| \| 14,610 \| Wisła Uzdrowisko (ab 10. Juli 1929) \| 428 m n.p.m. \| \| \| \| Wisła (1929–1939, 1945–1959), Weichsel (1939–1945), \| \| \| \| \| Wisła Uzdrowisko (1959–) \| \| \| \| 16,241 \| Wisła Dziechcinka (ab 11. September 1933) \| 461 m n.p.m. \| \| \| \| Dziechcinka (1933–1959), Wisła Dziechcinka (1959–) \| \| \| \| \| Dziechcinka \| \| \| \| 17,960 \| Wisła Kopydło (seit Juli 1990) \| 497 m n.p.m. \| \| \| \| Łabajów, Eisenbahnbrücke Głębce (121,82 m) \| \| \| \| 19,710 \| Wisła Głębce (seit 3. September 1933) \| 535 m n.p.m. \| \| \| \| Głębce (1933–1937), Wisła Głębce (1937–1939, 1945–), \| \| \| \| \| Weichsel Glembce (1939–1943), Weichsel Glebce (1943–1945) \| \| | |                                                                |                                                                |
| Strecke | | von Skoczów (Skotschau)                                        | von Skoczów (Skotschau)                                        |
| Bahnhof | 0,000 | Goleszów (Golleschau)                                          | 338 m n.p.m.                                                   |
| Strecke | | Golleschau (1888–1921, 1939–1945), Goleszów (1921–1939, 1945–) | Golleschau (1888–1921, 1939–1945), Goleszów (1921–1939, 1945–) |
| Abzweig geradeaus und ehemals nach rechts | | nach Cieszyn (Teschen)                                         | nach Cieszyn (Teschen)                                         |
| Bahnhof | 5,383 | Ustroń (Ustron, ab 18. Dezember 1888)                          | 349 m n.p.m.                                                   |
| Strecke | | Ustron (1888–1921, 1939–1945), Ustroń (1921–1939, 1945–)       | Ustron (1888–1921, 1939–1945), Ustroń (1921–1939, 1945–)       |
| Abzweig geradeaus und von links | | Anschluss Ustroń Kuźnia                                        | Anschluss Ustroń Kuźnia                                        |
| Haltepunkt / Haltestelle | 6,655 | Ustroń Zdrój (ab 19. Juli 1985)                                | 357 m n.p.m.                                                   |
| Bahnhof | 9,662 | Ustroń Polana (ab 15. März 1928)                               | 380 m n.p.m.                                                   |
| Strecke | | Polana (1928–1959), Ustroń Polana (1959–)                      | Polana (1928–1959), Ustroń Polana (1959–)                      |
| Haltepunkt / Haltestelle | 12,338 | Wisła Obłaziec (Oblaziec, ab 10. Juli 1929)                    | 408 m n.p.m.                                                   |
| Strecke | | Obłaziec (1929–1939, 1945–1959), Oblazitz (1939–1943),         | Obłaziec (1929–1939, 1945–1959), Oblazitz (1939–1943),         |
| Strecke | | Oblaziec (1943–1945), Wisła Obłaziec (1959–)                   | Oblaziec (1943–1945), Wisła Obłaziec (1959–)                   |
| Brücke über Wasserlauf | | Wisła                                                          | Wisła                                                          |
| Brücke über Wasserlauf | | Wisła                                                          | Wisła                                                          |
| Bahnhof | 14,610 | Wisła Uzdrowisko (ab 10. Juli 1929)                            | 428 m n.p.m.                                                   |
| Strecke | | Wisła (1929–1939, 1945–1959), Weichsel (1939–1945),            | Wisła (1929–1939, 1945–1959), Weichsel (1939–1945),            |
| Strecke | | Wisła Uzdrowisko (1959–)                                       | Wisła Uzdrowisko (1959–)                                       |
| Haltepunkt / Haltestelle | 16,241 | Wisła Dziechcinka (ab 11. September 1933)                      | 461 m n.p.m.                                                   |
| Strecke | | Dziechcinka (1933–1959), Wisła Dziechcinka (1959–)             | Dziechcinka (1933–1959), Wisła Dziechcinka (1959–)             |
| Brücke über Wasserlauf | | Dziechcinka                                                    | Dziechcinka                                                    |
| Haltepunkt / Haltestelle | 17,960 | Wisła Kopydło (seit Juli 1990)                                 | 497 m n.p.m.                                                   |
| Brücke über Wasserlauf | | Łabajów, Eisenbahnbrücke Głębce (121,82 m)                     | Łabajów, Eisenbahnbrücke Głębce (121,82 m)                     |
| Kopfbahnhof Streckenende | 19,710 | Wisła Głębce (seit 3. September 1933)                          | 535 m n.p.m.                                                   |
| | | Głębce (1933–1937), Wisła Głębce (1937–1939, 1945–),           |                                                                |
| | | Weichsel Glembce (1939–1943), Weichsel Glebce (1943–1945)      |                                                                |

Die Bahnstrecke Goleszów–Wisła Głębce ist eine durchgehend eingleisige und elektrifizierte Bahnstrecke in der polnischen Woiwodschaft Schlesien in den Schlesischen Beskiden. Sie führt im oberen Weichseltal von Goleszów nach Wisła Głębce. Ein weiterer geplanter Ausbau bis Zwardoń wurde durch den Ausbruch des Zweiten Weltkriegs verhindert. Danach wurden die Pläne zum Weiterbau nicht wieder aufgegriffen.

## Geschichte
Der erste Abschnitt bis Ustroń entstand als Seitenstrecke der am 18. Dezember 1888 fertiggestellten Mährisch-Schlesischen Städtebahn. Am 3. Mai 1928 wurde die Strecke bis nach Ustroń Polana verlängert, am 10. August 1929 folgte der Abschnitt Ustroń Polana – Wisła Uzdrowisko. Am 3. Mai 1933 wurde Wisła erreicht. Im Laufe der Geschichte der Strecke fanden zahlreiche Änderungen der Bahnhofsnamen statt.
Im Bereich des Bahnhofs Ustroń befand sich seit dem Ende des 19. Jahrhunderts ein Lokomotivschuppen und ein Wasserkran sowie eine Gleiswaage. Beim Umbau 1974 wurden diese Einrichtungen entfernt.
Am 23. Dezember 1974 wurde die Strecke elektrifiziert.
Zwischen Wisła Uzdrowisko und Wisła Głębce wurde der Güterverkehr 2008 eingestellt, vor 2015 erfolgte die Einstellung des gesamten Güterverkehrs. Wegen des Entzuges der Genehmigung durch die Bauaufsicht erfolgte am 20. Juli 2017 die sofortige Sperrung des Abschnittes Ustroń Polana – Wisła Głębce wegen Baufälligkeit der beiden Brücken. Nach der Sanierung wurde der Reisezugverkehr am 10. Dezember 2017 wieder aufgenommen.

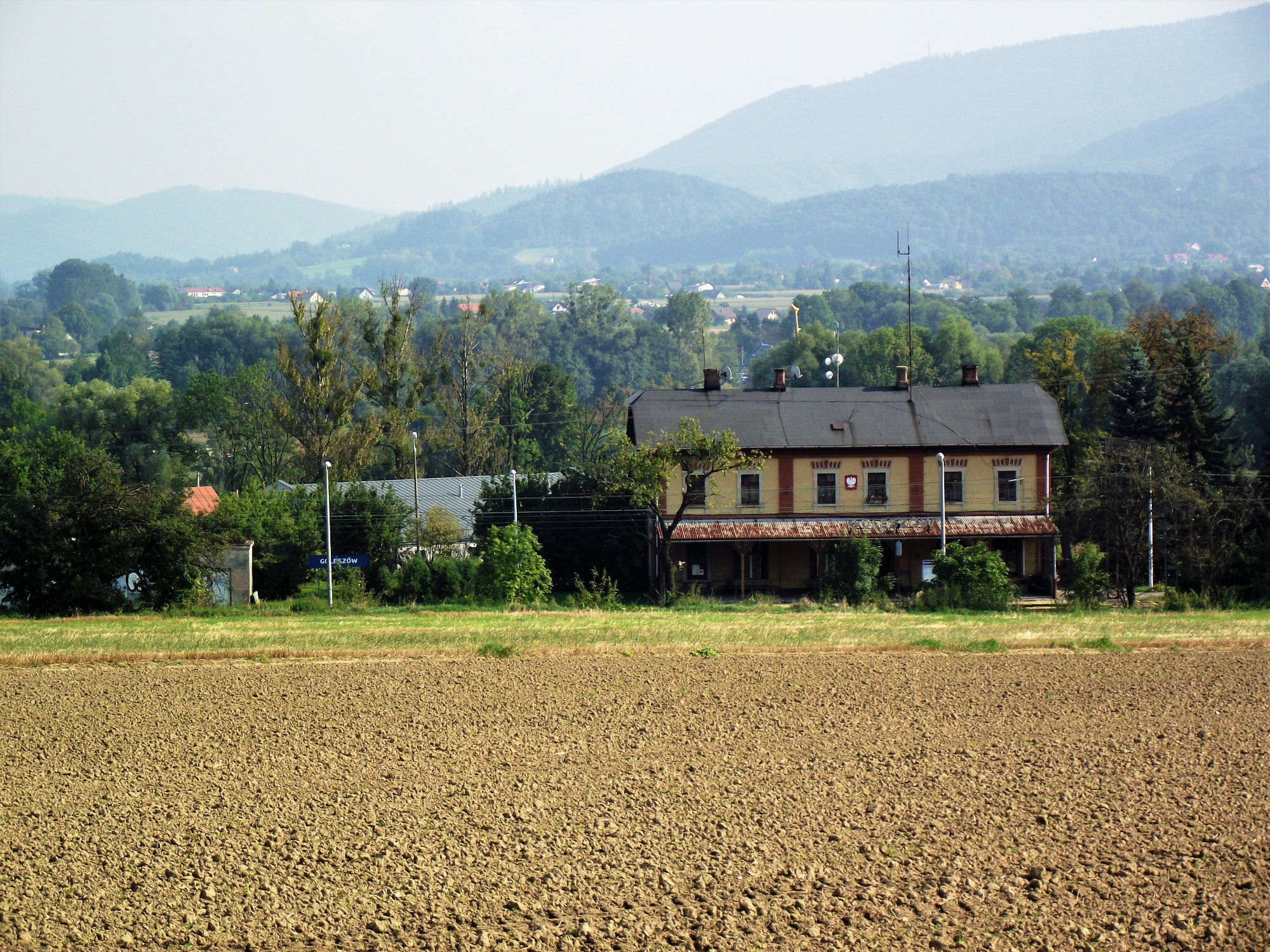
Bahnhof Goleszów
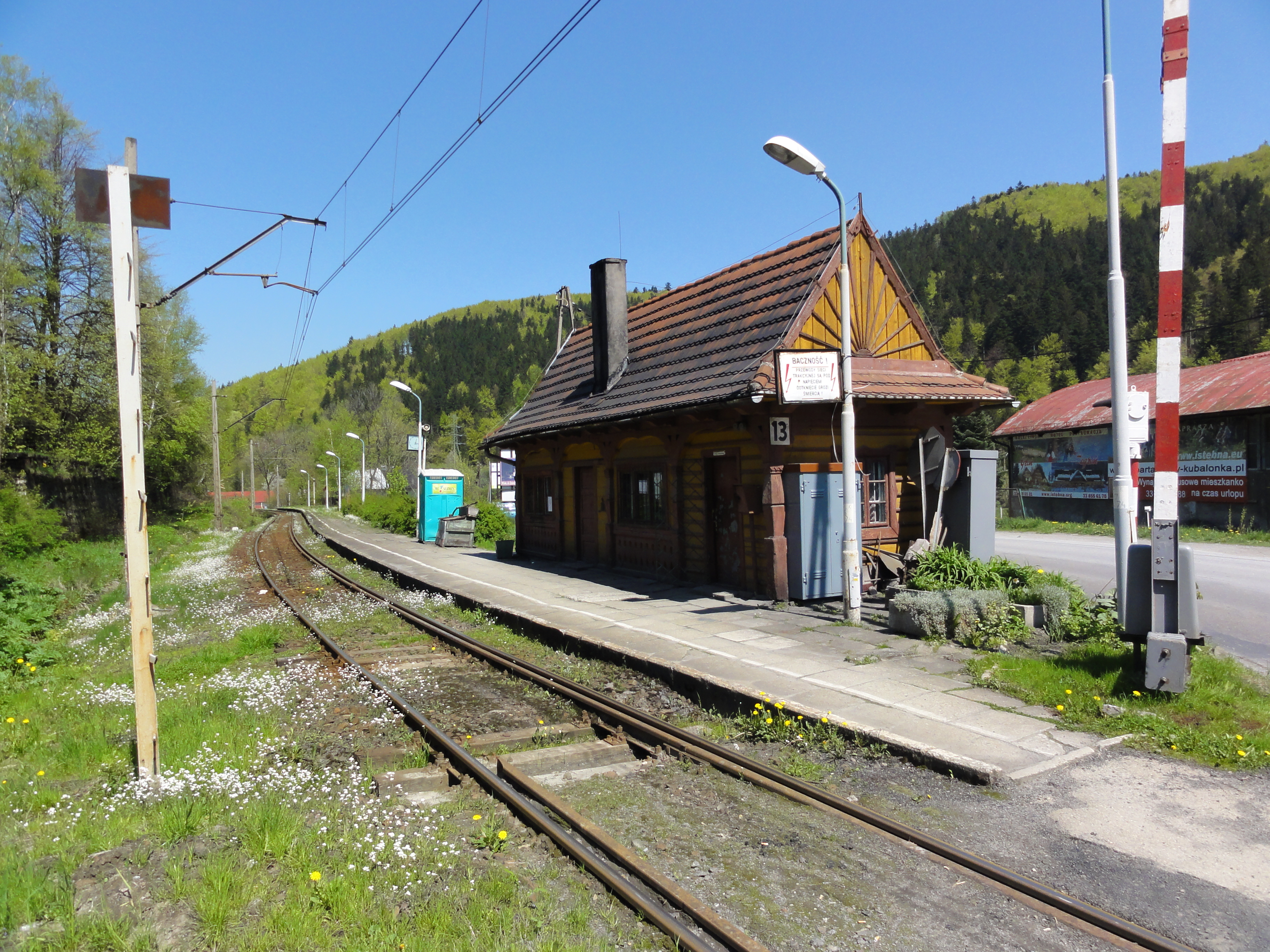
Wisła Obłaziec
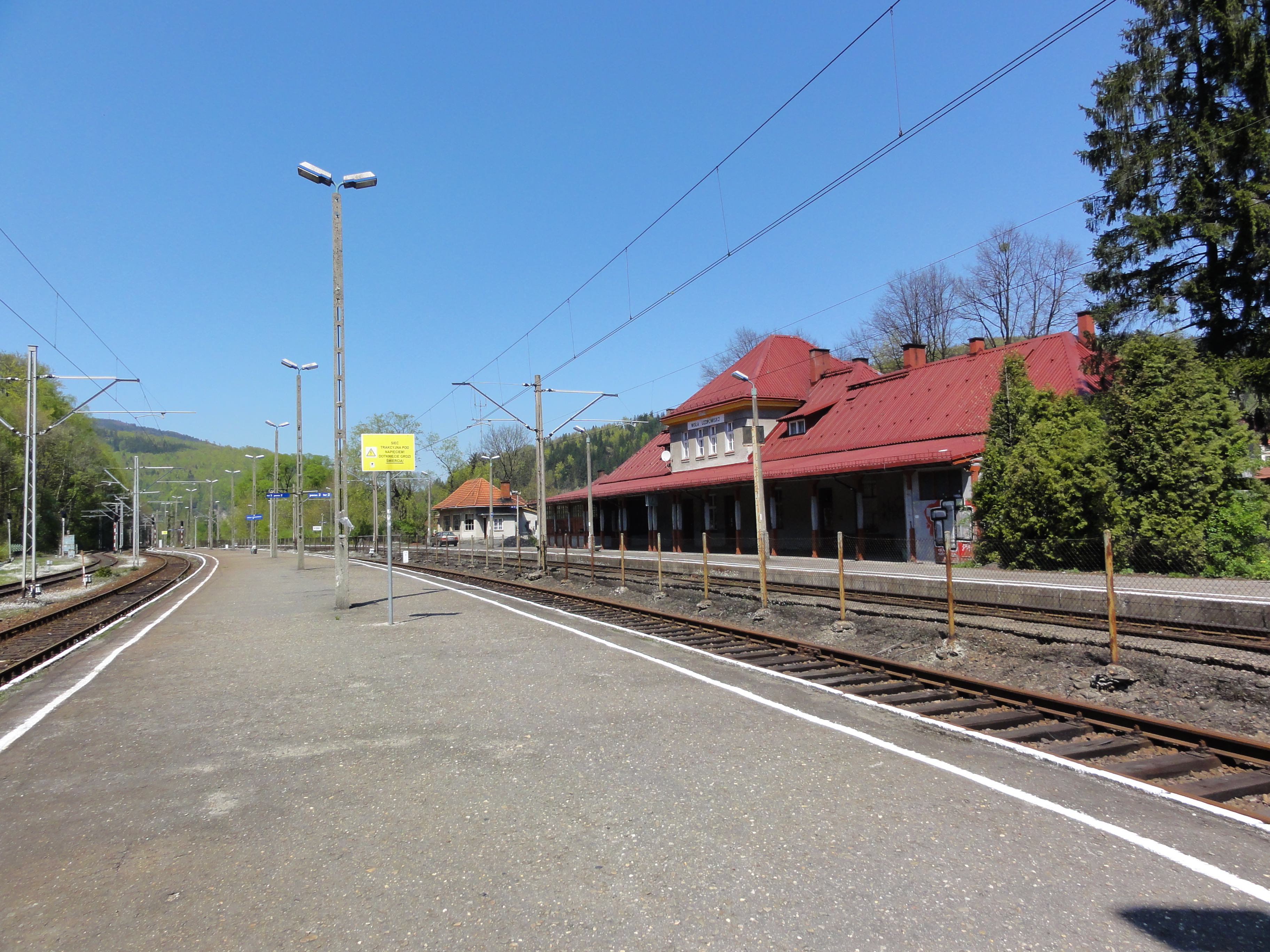
Wisła Uzdrowisko
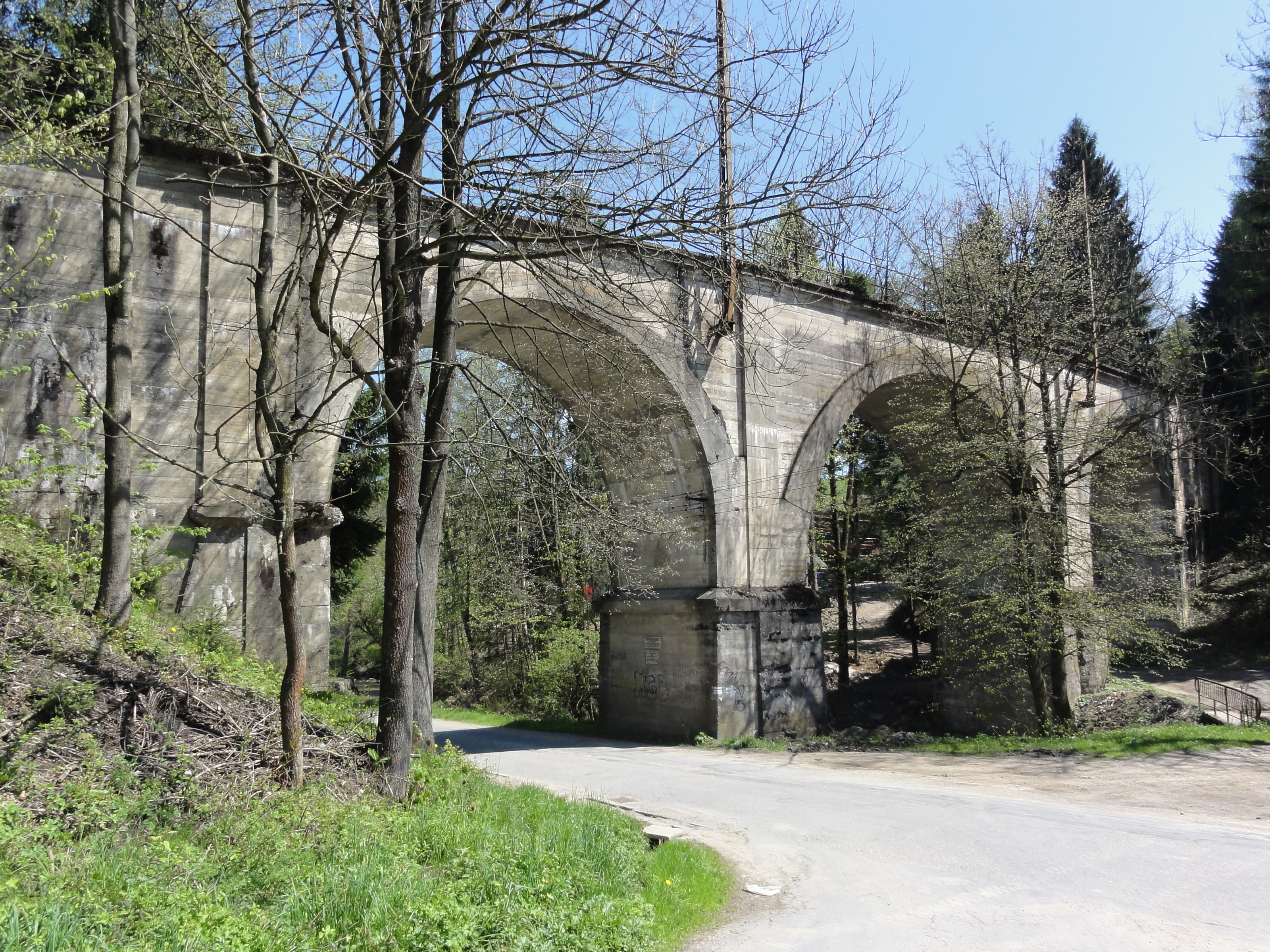
Eisenbahnbrücke Dziechcinka

## Betrieb
Die Strecke wurde bis 2012 von der früheren Tochtergesellschaft der Polskie Koleje Państwowe (PKP), der Przewozy Regionalne, betrieben. Heute fahren Züge der regionalen Bahngesellschaft Koleje Śląskie.